# Okeechobee, Florida
Okeechobee är en stad (city) i Okeechobee County, i delstaten Florida, USA. Enligt United States Census Bureau har staden en folkmängd på 5 641 invånare (2011) och en landarea på 10,5 km². Okeechobee är huvudort i Okeechobee County.